# Ralph Landau
Ralph Landau (19 de maio de 1916 — 6 de abril de 2004) foi um engenheiro químico e empresário estadunidense.
Em 1997 recebeu a primeira Medalha de Ouro Othmer e em 1985 a primeira Medalha Nacional de Tecnologia e Inovação.